# Afrophysema eutornus
Afrophysema eutornus is een tweekleppigensoort uit de familie van de Lucinidae. De wetenschappelijke naam van de soort is voor het eerst geldig gepubliceerd in 1921 door Tomlin.